# Boulleret
Boulleret és un municipi francès, situat al departament de Cher i a la regió de Centre – Vall del Loira. L'any 2007 tenia 1.398 habitants.

## Demografia

### Població
El 2007 la població de fet de Boulleret era de 1.398 persones. Hi havia 589 famílies, de les quals 174 eren unipersonals (73 homes vivint sols i 101 dones vivint soles), 214 parelles sense fills, 161 parelles amb fills i 40 famílies monoparentals amb fills.
La població ha evolucionat segons el següent gràfic:
Habitants censats

### Habitatges
El 2007 hi havia 750 habitatges, 605 eren l'habitatge principal de la família, 87 eren segones residències i 58 estaven desocupats. 726 eren cases i 18 eren apartaments. Dels 605 habitatges principals, 488 estaven ocupats pels seus propietaris, 101 estaven llogats i ocupats pels llogaters i 16 estaven cedits a títol gratuït; 5 tenien una cambra, 33 en tenien dues, 129 en tenien tres, 167 en tenien quatre i 271 en tenien cinc o més. 473 habitatges disposaven pel capbaix d'una plaça de pàrquing. A 283 habitatges hi havia un automòbil i a 251 n'hi havia dos o més.

### Piràmide de població
La piràmide de població per edats i sexe el 2009 era:
| Homes | Edats   | Dones |
| ----- | ------- | ----- |
| 4     | 95 o +  | 4     |
| 4     | 90 a 94 | 28    |
| 12    | 85 a 89 | 12    |
| 8     | 80 a 84 | 24    |
| 20    | 75 a 79 | 56    |
| 52    | 70 a 74 | 44    |
| 56    | 65 a 69 | 60    |
| 48    | 60 a 64 | 36    |
| 44    | 55 a 59 | 32    |
| 80    | 50 a 54 | 76    |
| 52    | 45 a 49 | 44    |
| 44    | 40 a 44 | 48    |
| 64    | 35 a 39 | 28    |
| 32    | 30 a 34 | 52    |
| 16    | 25 a 29 | 20    |
| 24    | 20 a 24 | 12    |
| 32    | 15 a 19 | 12    |
| 56    | 10 a 14 | 40    |
| 40    | 5 a 9   | 48    |
| 20    | 0 a 4   | 16    |

## Economia
El 2007 la població en edat de treballar era de 819 persones, 568 eren actives i 251 eren inactives. De les 568 persones actives 522 estaven ocupades (277 homes i 245 dones) i 46 estaven aturades (20 homes i 26 dones). De les 251 persones inactives 107 estaven jubilades, 65 estaven estudiant i 79 estaven classificades com a «altres inactius».

### Ingressos
El 2009 a Boulleret hi havia 617 unitats fiscals que integraven 1.395 persones, la mediana anual d'ingressos fiscals per persona era de 16.942 €.

### Activitats econòmiques
Dels 51 establiments que hi havia el 2007, 2 eren d'empreses alimentàries, 1 d'una empresa de fabricació de material elèctric, 3 d'empreses de fabricació d'altres productes industrials, 9 d'empreses de construcció, 11 d'empreses de comerç i reparació d'automòbils, 4 d'empreses de transport, 6 d'empreses d'hostatgeria i restauració, 2 d'empreses financeres, 1 d'una empresa immobiliària, 3 d'empreses de serveis, 5 d'entitats de l'administració pública i 4 d'empreses classificades com a «altres activitats de serveis».
Dels 20 establiments de servei als particulars que hi havia el 2009, 1 era una oficina de correu, 1 funerària, 3 tallers de reparació d'automòbils i de material agrícola, 1 taller d'inspecció tècnica de vehicles, 3 paletes, 3 guixaires pintors, 2 lampisteries, 1 electricista, 1 perruqueria, 2 restaurants, 1 agència immobiliària i 1 saló de bellesa.
Dels 4 establiments comercials que hi havia el 2009, 1 era una botiga de més de 120 m², 1 una botiga de menys de 120 m², 1 una fleca i 1 una joieria.
L'any 2000 a Boulleret hi havia 19 explotacions agrícoles que ocupaven un total de 1.342 hectàrees.

## Equipaments sanitaris i escolars
El 2009 hi havia una escola elemental integrada dins d'un grup escolar amb les comunes properes formant una escola dispersa.

## Poblacions més properes
El següent diagrama mostra les poblacions més properes.